# Margot Fonteyn
Margot Fonteyn (ur. 18 maja 1919 w Reigate jako Margaret Hookham, zm. 21 lutego 1991 w Panamie) – brytyjska baletnica, tancerka, primabalerina. W roku 1934 dołączyła do Vic-Wells Ballet (obecnie The Royal Ballet).

## Życiorys
Pseudonim artystyczny Fonteyn pochodzi od panieńskiego nazwiska matki Margot – Fontes. Jako nastolatka przebywała w Szanghaju (ojciec Margot prowadził tam interesy) – tam rozpoczęła naukę tańca u rosyjskiego baletmistrza Gonczarowa. Następnie, po powrocie do Londynu, kształciła się w szkole tańca Serafiny Astafiew, a potem w studium baletowym Ninette de Valois.
W swoim repertuarze artystka miała wiele partii baletowych zarówno klasycznych, jak i nowoczesnych. Do najsłynniejszych jej kreacji należały m.in. partie Odetty-Odylii w Jeziorze łabędzim Czajkowskiego, tytułowa w Kopciuszku Prokofjewa, rola Gizeli w balecie o tym samym tytule czy Kotki Agaty w Les demoiselles de la nuit Françaix.
W roku 1955 wyszła za mąż za Roberto Ariasa, syna byłego prezydenta Panamy, Harmodio Ariasa.
W maju 1959 wystąpiła w Warszawie w Jeziorze łabędzim wraz z Michaelem Somesem.
O swojej pracy Margot mówiła:

(…) Nie mam zresztą jakiegoś intelektualnego podejścia do mojej pracy. Uważam, że taniec powinien dostarczać po prostu rozrywki. Wydaje mi się, że poprzez taniec staramy się wyrazić coś nieokreślonego, coś co tkwi w nas. Jeśli mamy szczęście – udaje się nam to przekazać na zewnątrz…

## Odznaczenia
- Komandor Orderu Imperium Brytyjskiego (Wielka Brytania, 1951)[2]
- Dama Komandor Orderu Imperium Brytyjskiego (Wielka Brytania, 1956)[3][4]
- Medal Pro Finlandia (Finlandia, 1960)[5]